# Нагольный (Воронежская область)
Нагольный — хутор в Воробьёвском районе Воронежской области России.
Входит в состав Никольского 1-го сельского поселения.

## География

### Улицы
- ул. Восточная,
- ул. Ленинградская.

## История
Хутор был основан в 1907 году во время столыпинских реформ